# Pete Newell Big Man Award
Il Pete Newell Big Man Award è un premio conferito ogni anno dalla National Association of Basketball Coaches al miglior giocatore della stagione di NCAA Division I nel ruolo di post basso.
È intitolato a Pete Newell.

## Vincitori
- 2000 - Marcus Fizer,  Iowa St. Cyclones
- 2001 - Jason Collins,  Stanford Cardinal
- 2002 - Drew Gooden,  Kansas Jayhawks
- 2003 - David West,  Xavier Musketeers
- 2004 - Emeka Okafor,  UConn Huskies
- 2005 -  Andrew Bogut,  Utah Utes
- 2006 - Glen Davis,  LSU Tigers
- 2007 - Greg Oden,  Ohio State Buckeyes
- 2008 - Michael Beasley,  KSU Wildcats
- 2009 - Blake Griffin,  Oklahoma Sooners
- 2010 - Greg Monroe,  Georgetown Hoyas
- 2011 - JaJuan Johnson,  Purdue Boilermakers
- 2012 - Anthony Davis,  Kentucky Wildcats

- 2013 - Mason Plumlee,  Duke Blue Devils
- 2014 - Patric Young,  Florida Gators
- 2015 - Jahlil Okafor,  Duke Blue Devils
- 2016 -  Jakob Pöltl,  Utah Utes
- 2017 - Caleb Swanigan,  Purdue Boilermakers
- 2018 - Marvin Bagley,  Duke Blue Devils
- 2019 - Ethan Happ,  Wisconsin Badgers
- 2020 - Luka Garza,  Iowa Hawkeyes
- 2021 - Luka Garza,  Iowa Hawkeyes
- 2022 -  Oscar Tshiebwe,  Kentucky Wildcats
- 2023 -  Zach Edey,  Purdue Boilermakers
- 2024 -  Zach Edey,  Purdue Boilermakers
- 2025 - Johni Broome,  Auburn Tigers